# Piaski (powiat radomszczański)
Piaski – wieś w Polsce położona w województwie łódzkim, w powiecie radomszczańskim, w gminie Gidle.

## Historia
W czasie II wojny światowej 4 września 1939 we wsi Piaski niemieccy żołnierze zamordowali dziesięciu mężczyzn oraz trzy kobiety (najmłodsza 16 lat a najstarszy 65 lat).
W latach 1975–1998 miejscowość należała administracyjnie do województwa częstochowskiego.
Wieś nie stanowi zwartej zabudowy lecz podzielona jest na trzy kolonie a każda z nich znajduje się przy jednej z ulic. Mieszkańcy znajdują zatrudnienie w pobliskich Gidlach, Kłomnicach czy Garnku. Nadal część ludności żyje z rolnictwa.